# A Close Call (film 1916)
A Close Call è un cortometraggio muto del 1916 scritto, diretto e interpretato da Tom Mix. Il film, di genere western e prodotto dalla Selig Polyscope Company, aveva come altri interpreti Victoria Forde, Joe Ryan, Pat Chrisman, Sid Jordan.

## Produzione
Il film fu prodotto dalla Selig Polyscope Company.

## Distribuzione
Distribuito dalla General Film Company, il film - un cortometraggio in una bobina - uscì nelle sale cinematografiche statunitensi il 28 ottobre 1916.